# Magenta (1861)
Pour les autres navires du même nom, voir Magenta (navire).
Vous lisez un « bon article » labellisé en 2019.
Le Magenta est une frégate cuirassée de la Marine française lancée en 1861 à Brest et connue pour avoir fait naufrage avec sa cargaison en rade de Toulon, le 31 octobre 1875.
Affecté comme navire amiral de la flotte française de la Méditerranée dès 1865, le Magenta passe par le Mexique en 1867 avant d'être mis à quai pour le changement de son artillerie. La nuit du 31 octobre 1875, en rade de Toulon, le Magenta, de retour d'une croisière durant laquelle il a été chargé à La Goulette en Tunisie du produit de fouilles effectuées sur le site archéologique de Carthage par Évariste Pricot de Sainte-Marie, explose des suites d'un incendie incontrôlé. Après que des scaphandriers sont parvenus à réaliser quelques missions de récupération d'objets, en particulier d'artefacts archéologiques principalement puniques et romains qui rejoignent les collections du musée du Louvre et le cabinet des médailles de la Bibliothèque nationale de France, l'épave est détruite afin de ne pas encombrer le port.
Le navire, retrouvé en 1994, fait l'objet de fouilles archéologiques à partir du milieu des années 1990 durant trois saisons, qui permettent de retrouver, outre le produit des fouilles de Pricot de Sainte-Marie, des objets témoignant de la vie quotidienne à bord, mais aussi autour de la rade de Toulon.

## Description du navire
Pour un article plus général, voir Cuirassé à coque en fer.

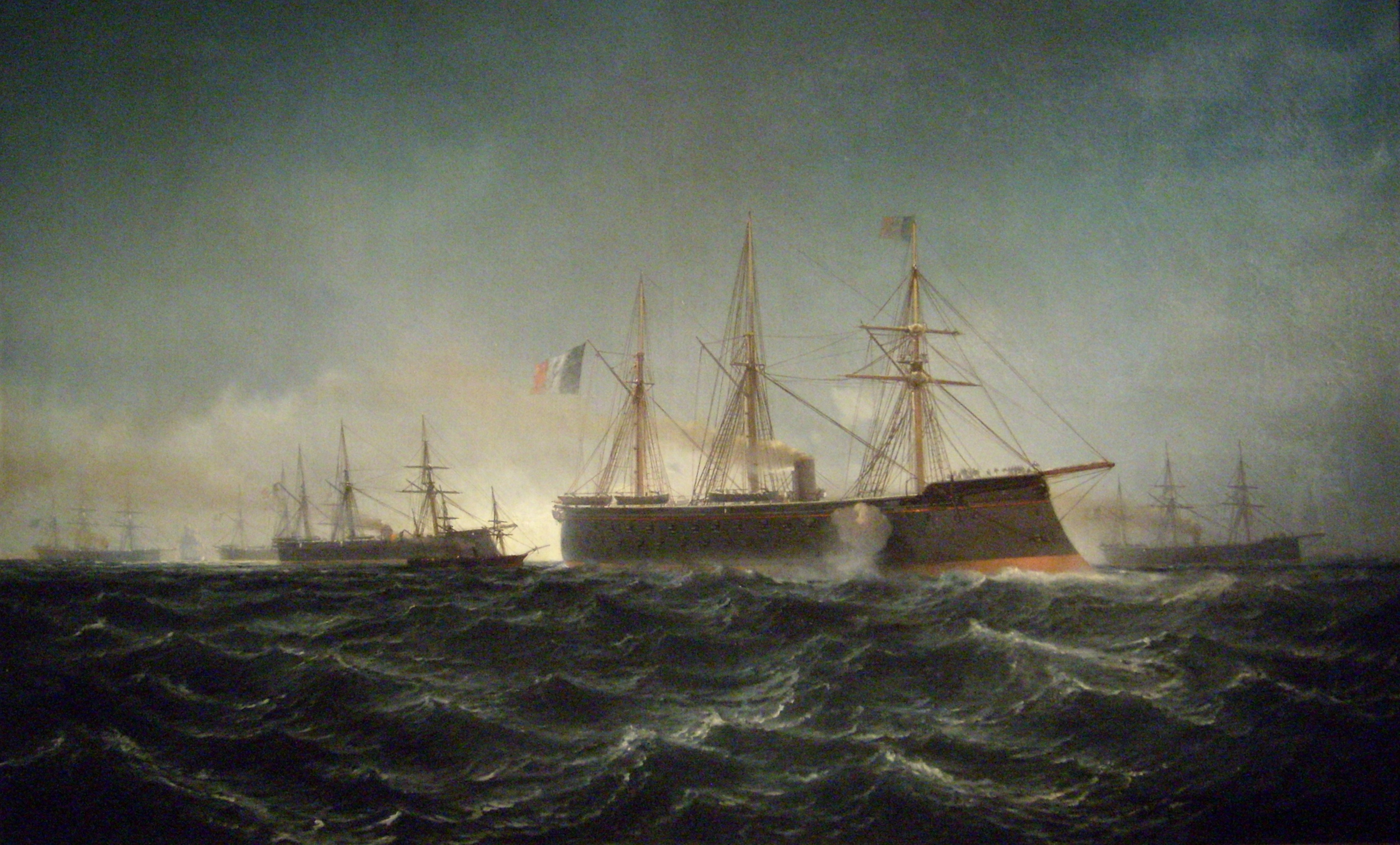
Le Magenta, Henri Durand-Brager, huile sur toile, 1864, Musée Thomas-Henry, Cherbourg-en-Cotentin.

Le Magenta fait partie d’une série de navires conçus par Dupuy de Lôme, entre 1859 et 1872, qui sont décrits comme étant les « bâtiments à coques en bois les plus grands jamais construits dans les chantiers navals français ». La série comporte 23 navires dont un « sister-ship » au Magenta, baptisé le Solférino et lancé en 1861. Ces deux bateaux constituent la classe Magenta, qui correspond aux deux seuls cuirassés à deux ponts jamais construits dans le monde.
Le Magenta est connu par de nombreuses illustrations de presse, gravures, peintures et également photographies. Il mesure 97 m de long et dispose d'un équipage de 600 marins (692 hommes sont à son bord au moment de la destruction du navire). La surface de la voilure passe de 1 711 m2 à 1 751 m2 puis à 2 041 m2 en 1864. Sa figure de proue, une aigle impériale, est retirée à la suite de la chute du second Empire.
Le navire possède une coque en bois, un blindage et un système de propulsion à vapeur. Ce dernier est réalisé par la société Mazeline au Havre. Le système de blindage du navire, constitué de plaques d’acier fondues à Saint-Chamond fixées sur du bois, pèse un total de 812 tonnes, ce qui nécessite un renforcement de la coque. L'éperon de bronze recouvert de fer du Magenta conçu également aux aciéries de la Marine de Saint-Chamond pèse à lui seul 15,8 tonnes et est alors « la plus grosse pièce d’acier moulé en France au XIXe siècle ».
Le navire est initialement équipé de 52 canons de 16 cm mais cet équipement est modifié en 1864, 1868 puis 1875. Les dix canons de 24 cm présents sur le navire à partir de 1868 pèsent 20 tonnes et tirent des obus de plus de 140 kg. Quatre canons de 19 cm lourds de plus de 11 tonnes viennent compléter ce dispositif mais sont considérés comme devant être remplacés par le dernier commandant du navire.

## Histoire

### Histoire de la frégate avant l'accident

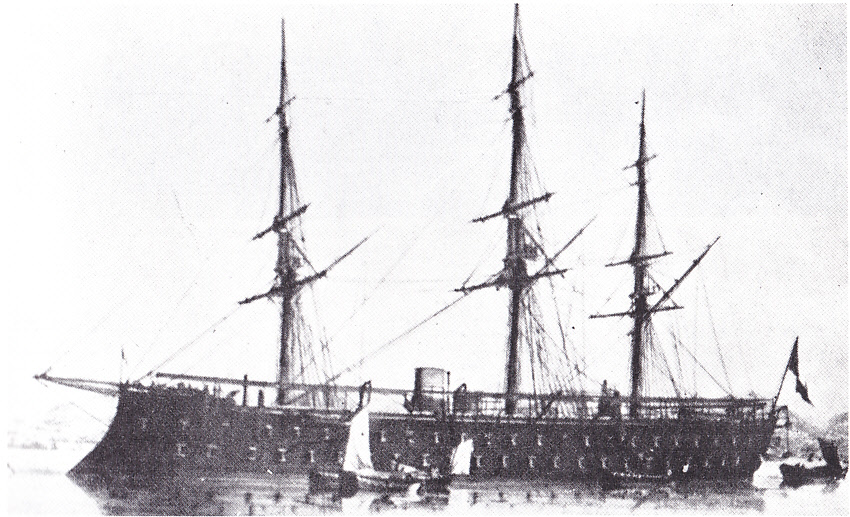
Photographie ancienne du navire.

La construction de la frégate débute à Brest le 22 juin 1859. Le navire est lancé le 22 juin 1861 avant d'être armé le 2 janvier 1862 ou 1863.
Dès les premiers essais du navire, une avarie sur les pales d’hélice contraint l'amirauté à les remplacer par des pales en acier. Il participe alors à une grande campagne d'essais des cuirassés, en compagnie des Solférino, Couronne, Invincible et Normandie de Cherbourg jusqu’aux Canaries.
En 1864, le Magenta est en mouillage à Cherbourg en même temps que le USS Kearsarge après son combat du 19 juin contre le CSS Alabama. Le navire connaît une nouvelle avarie mineure en juillet 1865 puis en janvier 1866, en raison d'un ouragan à Cherbourg. Il participe à l’évacuation des troupes françaises à la fin de l’expédition du Mexique en 1867,, après avoir été doté d’une galerie extérieure présente sur les autres navires de ce type. Le bâtiment quitte Cherbourg en 1868 pour Toulon via Alger et devient navire amiral en remplacement du Solférino, le 1er février 1870.
Le navire est à Tunis, le 4 septembre 1870, au moment de la chute de l’Empire lors de la Guerre franco-allemande de 1870. En février 1871, le Magenta participe aux répressions à Nice lors des troubles des 8, 9 et 10 février puis en mai à la suite d'une émeute en Kabylie. Le navire est mis en réserve en juillet 1871 puis réarmé avec effet en mars 1875. Charles-Eugène Galiber en prend le commandement le 15 avril 1875. Une avarie de la coque est constatée à la fin du mois. Le Magenta part pour le Levant en juin-juillet 1875 et recueille les marins du Forfait naufragés à cause d'une manœuvre manquée.
En septembre 1875, une dépêche annonce au navire sa mise en réserve à la fin de la campagne. Il fait escale à Alger puis dans la Régence, à La Goulette. L'amiral Pierre-Gustave Roze autorise le 27 septembre l'embarquement de 46 caisses de vestiges archéologiques dégagés par Pricot de Sainte-Marie, à destination de la France. Le navire passe à Tripoli puis La Goulette. Il est inspecté comme tous les navires de l’escadre du 7 au 23 octobre. Il arrive tard le soir du 30 octobre dans le port de Toulon.

### Expédition archéologique de Pricot de Sainte-Marie

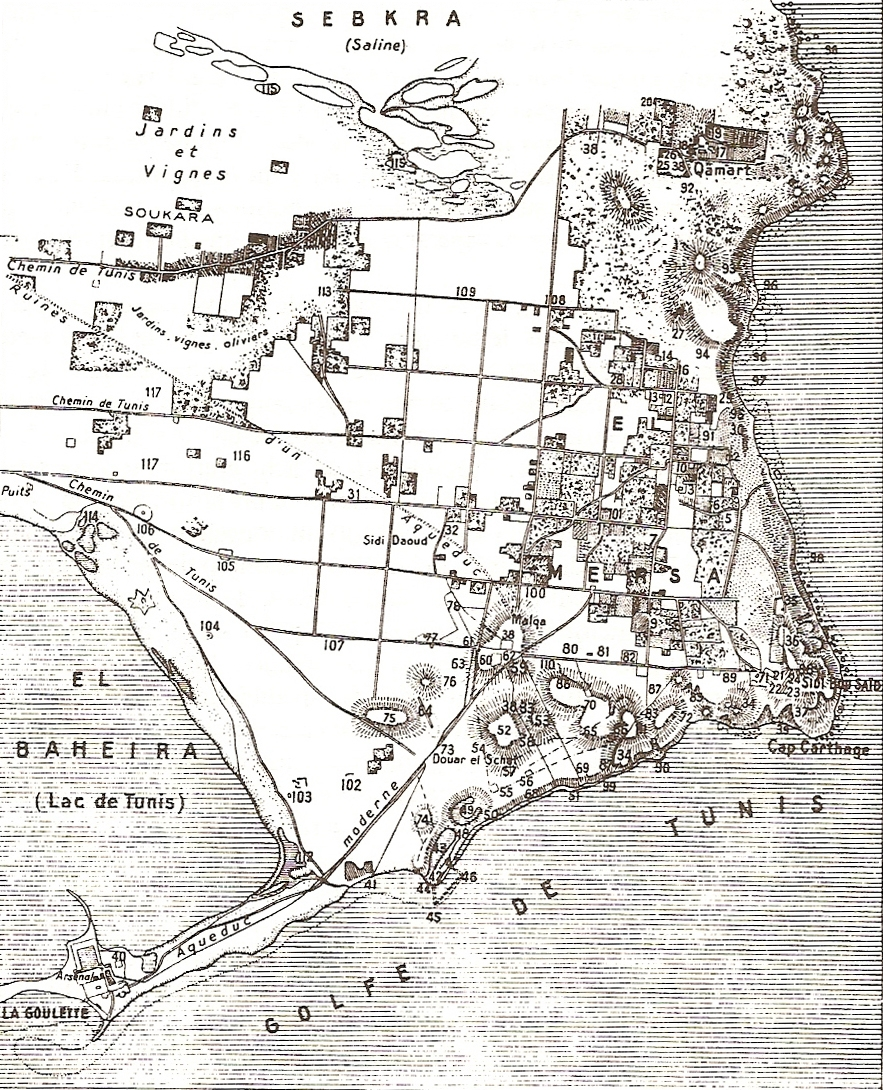
Plan de Carthage en 1833 par Christian Tuxen Falbe.

Au moment de l'accident, le Magenta détient à son bord, dans les soutes avant, une cargaison d'antiquités puniques et romaines chargées à La Goulette, et exhumées par Évariste Pricot de Sainte-Marie, né à Tunis en 1843 et drogman (interprète) au consulat général de France en 1864 puis à nouveau à partir de 1873. Curieux dans tous les postes qu’il est amené à occuper, il est un archéologue amateur très actif en Tunisie jusqu’à son départ en juin 1876 pour d’autres affectations.
Le site de Carthage est alors quasiment vide de constructions sauf quelques rares villas. Pricot de Sainte-Marie choisit de travailler l’épigraphie punique et néo-punique. Son travail est également bibliographique et il s’intéresse aussi à la Tunisie chrétienne. Après une demande auprès du ministère, Pricot est missionné par l'Académie des inscriptions et belles-lettres,.

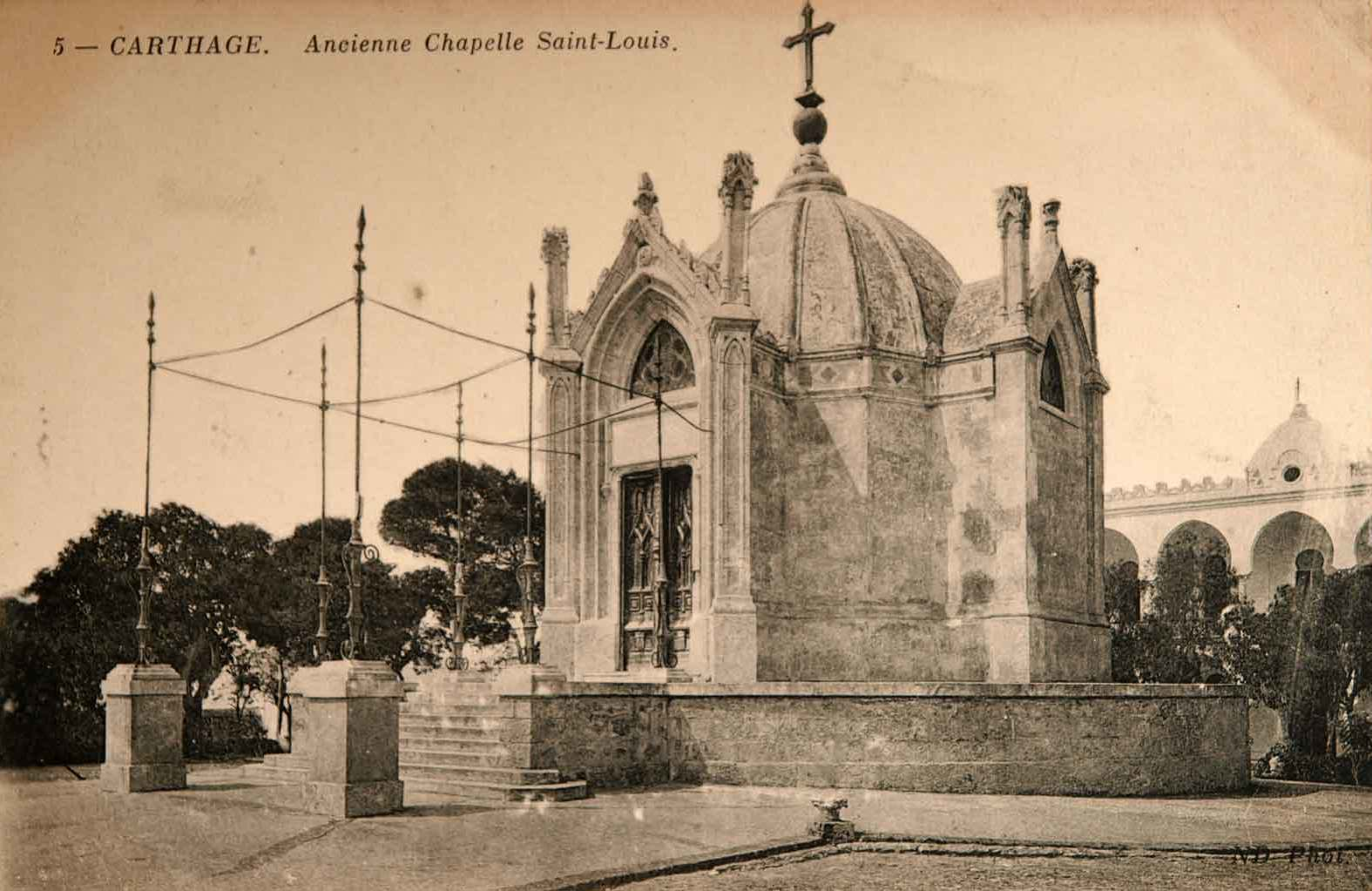
La chapelle Saint-Louis en 1888 sur une carte postale ancienne.

Pricot de Sainte-Marie envoie des estampes d’une trentaine de stèles en 1873-1874 à la commission du Corpus Inscriptionum Semiticarum et il est missionné en mars 1874 pour effectuer sur le site archéologique de Carthage des fouilles pour lesquelles il reçoit une aide financière. Ernest Renan (auteur en 1855 d'une Histoire générale et systèmes comparés des langues sémitiques) lui demande de bien localiser ses découvertes et d'envoyer des stèles à Paris ou de les faire photographier. Pricot de Sainte-Marie est aidé dans sa tâche par des agents du consulat.
Il s’installe à la chapelle Saint-Louis où le logis inutilisé du desservant sert de premier musée archéologique. Les fouilles, effectuées dans onze points pris au hasard, respectent le calendrier des moissons, les contraintes climatiques et s’adaptent au calendrier des fêtes religieuses musulmanes.

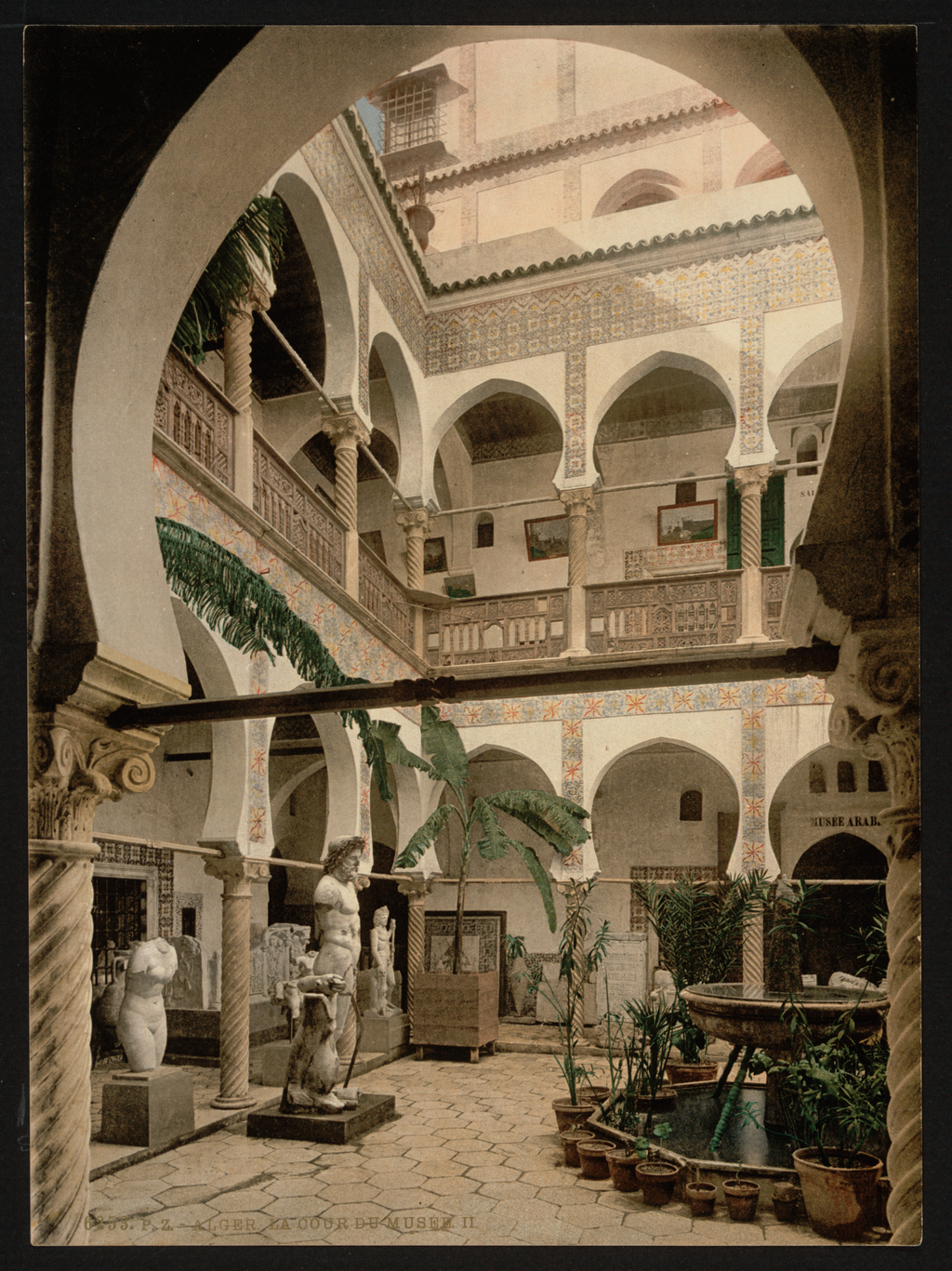
Photochrome de l'intérieur du musée d'Alger au début du XX, qui accueille une partie des artefacts trouvés par Pricot de Sainte-Marie.

Pricot de Sainte-Marie effectue des fouilles d'août à décembre 1875 dans le quartier de Dermech, dans le lieu-dit Feddan el Behim, « le champ de l'âne ». Il utilise les techniques de son temps, avec tranchées, puits et galeries, et tient un journal de ses explorations. Il ouvre des tranchées qui sont remblayées une fois vidées. Le lieu est connu car précédemment fouillé par Nathan Davis et par le fils de Mustapha Khaznadar dans les années 1850-1860 ; il est fouillé plus tard par Salomon Reinach, Ernest Babelon et Alfred Louis Delattre dans les années 1880. Parmi ces antiquités, se trouvent notamment 2 080 stèles (ou 2 170) puniques, une statue de marbre de l'impératrice Sabine et deux inscriptions (grecque et romaine) chargées dans 39 caisses. Les stèles découvertes proviennent en immense majorité d’un seul point de fouille « A » situé à proximité de l’agora punique et du temple d’Apollon. Pricot de Sainte-Marie découvre dans un autre point, celui du temple de Sérapis, de nombreux vestiges romains. Les stèles découvertes alors sont datées de la première moitié du IIe siècle av. J.-C..

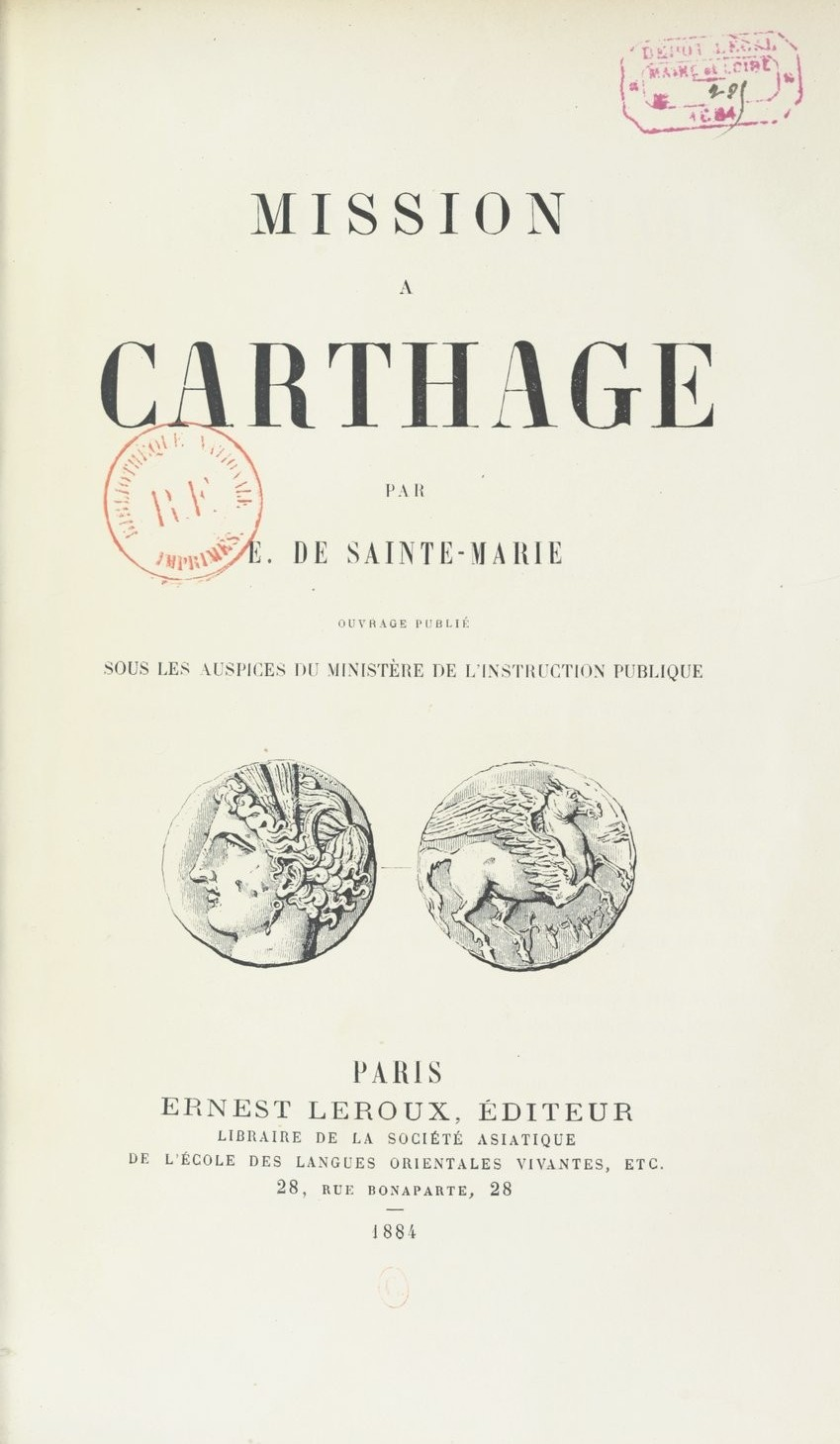
Mission à Carthage, première de couverture de l'ouvrage publié en 1884.

Selon le découvreur, les stèles sont découvertes en réemploi dans des fondations romaines, ce qui a été contredit ensuite par Salomon Reinach et Auguste Audollent ; Stéphane Gsell évoque pour sa part une possible proximité avec un sanctuaire punique. Le tophet de Carthage est découvert en décembre 1921 à une courte distance d'1,2 km : un rattachement des stèles à ce site est envisagé. Cette hypothèse est prudemment démentie par Eusèbe Vassel puis par Madeleine Hours-Miédan. Colette Picard opte pour sa part pour une provenance du site du tophet, tout comme Anna Maria Bisi à la fin des années 1960. Hélène Bénichou-Safar reprend le dossier à la fin des années 1980. Friedrich Rakob découvre en 1990 non loin du site Feddan el Behim (à 100 m seulement) un temple daté pour sa période initiale du VIe – Ve siècle av. J.-C. et pour sa dernière phase du IIIIe et IIe siècle av. J.-C. et semble trancher le débat de localisation des stèles présentes sur le Magenta. Le site du temple a livré une statuette de « temple boy » (représentation apotropaïque d'un jeune garçon), identifiée par Jean Ferron à « Horus enfant, dieu du soleil levant », et présente aussi sur des stèles de Feddan el Behim. Ce temple serait celui cité par Appien et dédié à Apollon, hypothèse déjà proposée par Vassel et Gsell.
Le Louvre et la Bibliothèque nationale refusent de rembourser à Pricot de Sainte-Marie les frais d’envoi des antiquités ; le Louvre a pourtant accepté la statue de Sabine et un certain nombre d’inscriptions. Pricot de Sainte-Marie obtient une subvention du gouverneur général d’Algérie pour des fouilles et l’envoi d’œuvres destinées au musée des antiquités d’Alger. Après une campagne de presse, les stèles sont acceptées mais sans budget destiné à leur transport. La flotte de Méditerranée, présente en Tunisie, prend en charge les 46 caisses contenant les œuvres le 29 septembre pour les amener à Toulon. En mars 1876 le fouilleur envoie au Musée national des antiquités et des arts islamiques d'Alger des antiquités romaines et quitte Tunis en juin la même année. Son ouvrage sur les fouilles, Mission à Carthage, n’est publié qu’en 1884.

### Accident de Toulon

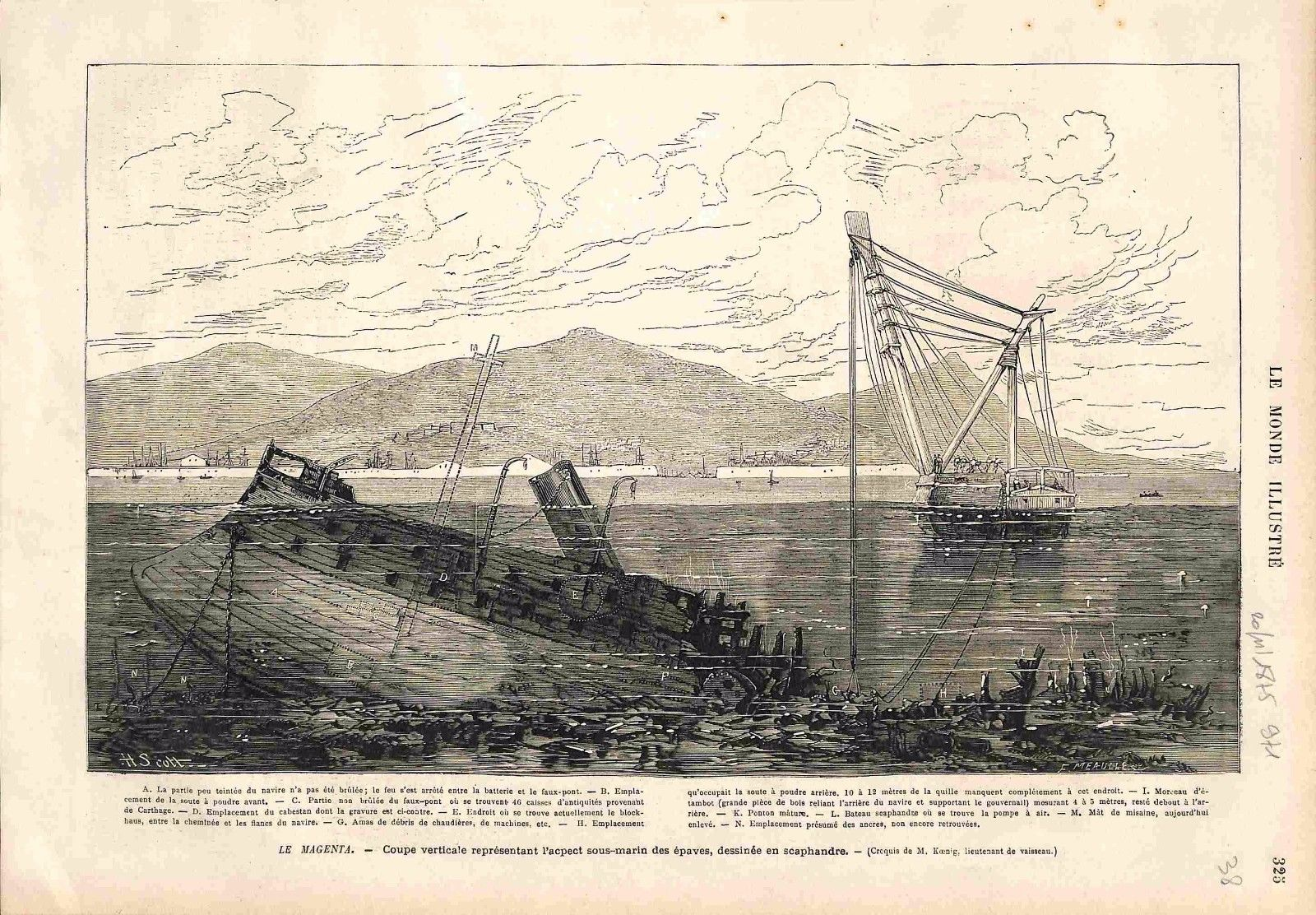
Le Magenta échoué en rade de Toulon, gravure par Fortuné Méaulle dans Le Monde illustré du 20 novembre 1875.

Le naufrage du Magenta n'est qu'une des catastrophes ayant eu Toulon comme cadre. Le 31 octobre 1875, entre minuit trente et 1 h du matin, alors que le Magenta est en rade de Toulon, un incendie se déclare à son bord, à l'arrière du coqueron des officiers. Le capitaine de vaisseau Galiber est alors prévenu. Les soutes avant sont noyées avec succès. L'impossibilité de noyer les soutes arrière et la progression du feu contraignent toutefois l'amiral à évacuer le navire, trente minutes après le début du sinistre. Les fouilles archéologiques de la fin du XXe siècle ont permis de retrouver un élément de lance d’incendie. Les navires de l'escadre du Magenta envoient leurs chaloupes secourir l'équipage.
À 3 h 55 (ou 3 h 30, ou 3 h 35,), la frégate explose par l'arrière en raison des 20 tonnes de poudre noire présentes à bord. Les soutes à poudre n’avaient pas été noyées, six victimes sont à déplorer. La déflagration brise de nombreuses vitres dans la ville, projette des plaques de blindage du navire et des morceaux de bois enflammés tombent sur plusieurs navires dont la Victorieuse.
Un télégramme est envoyé au ministre de la Marine et des Colonies. Six hommes sont portés manquants mais trois corps seulement sont retrouvés. L'accident fait l'objet d'une couverture médiatique importante. Une enquête est lancée le 7 novembre 1875 et un rapport est remis au ministre dès le 21 novembre, après avoir l’audition de plus de 130 personnes. Selon ce rapport, une bougie utilisée dans le coqueron a déclenché l'incendie qui a ensuite été favorisé par un appel d'air. Les soutes arrière, trop proches du lieu d'origine du sinistre n'ont pu être noyées. Un conseil de guerre se tient à Toulon le 25 novembre, au terme duquel Galiber est acquitté à l'unanimité. Galiber continue sa carrière et devient ministre de la Marine et des Colonies en 1885-1886.

### Récupération après le naufrage

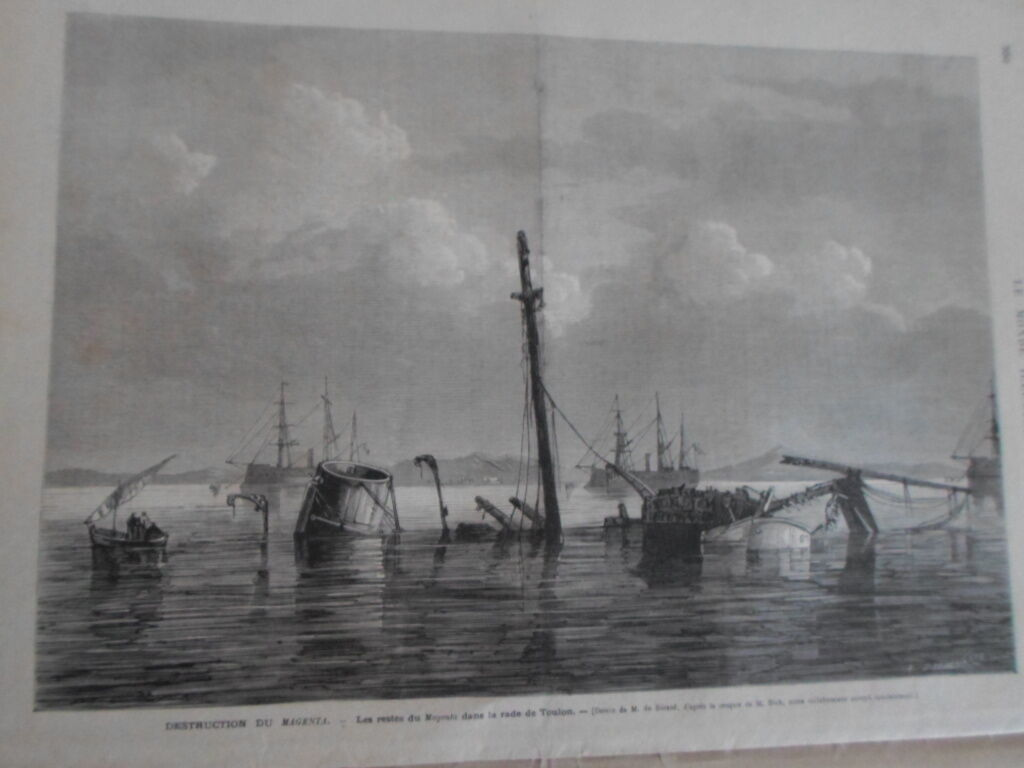
Le Monde illustré du 6 novembre 1875, débris subsistant du navire.

À la suite de l'explosion, ne subsistent du navire que des mâts et des débris divers. Le préfet maritime de Toulon Jérôme-Hyacinthe Penhoat décide de procéder à des récupérations et de libérer le port des vestiges du navire pour des raisons de sécurité.

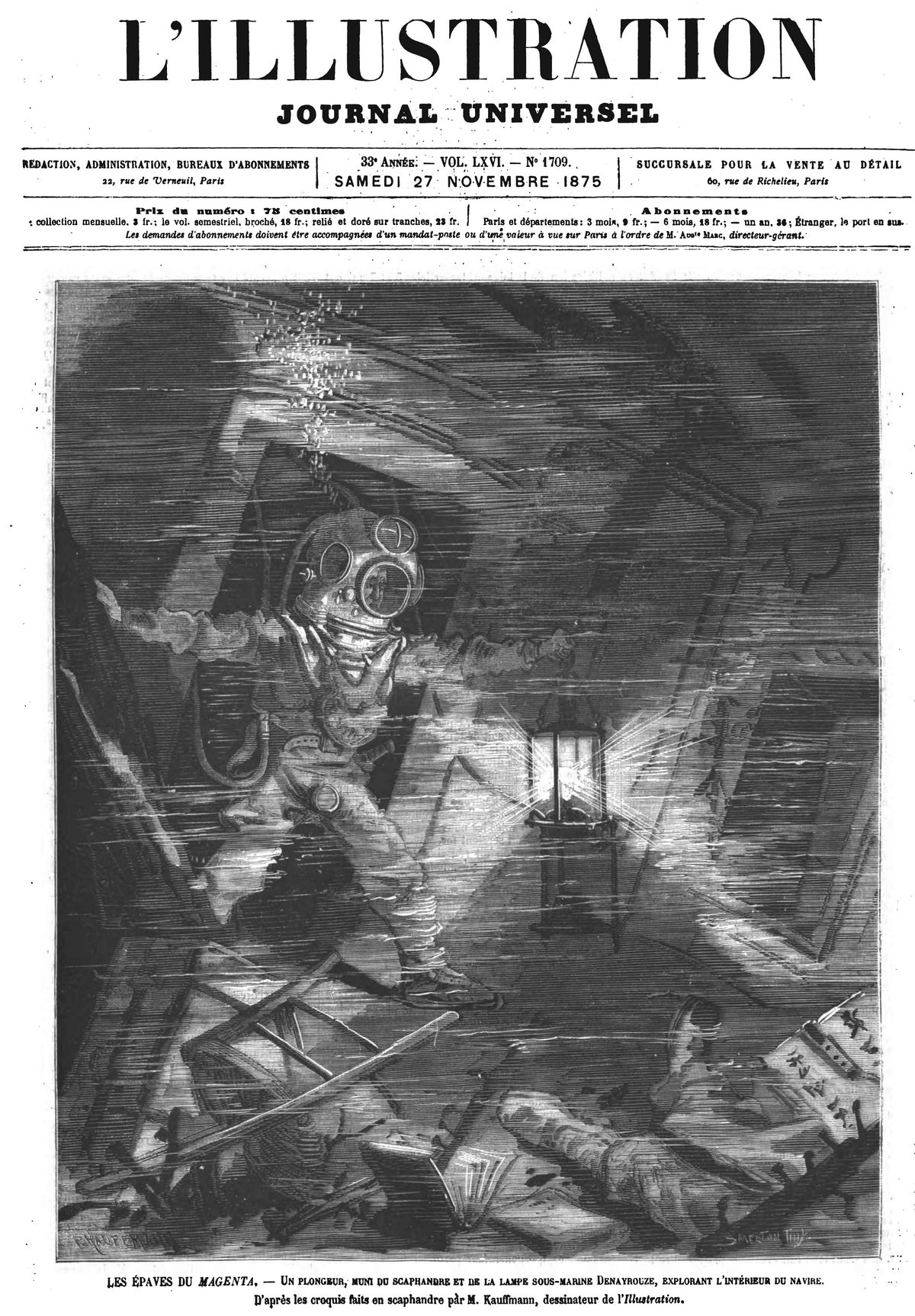
L'Illustration datée du 27 novembre, journal évoquant la récupération d'objets sur l'épave. L'éclairage est assuré par une lampe à pétrole alimentée par de l'air comprimé.

Le 4 novembre, l'amiral Pierre-Gustave Roze signale au ministre de la Marine la perte des antiquités, qui auraient dû être débarquées le lendemain de l'incendie. Il indique également que leur sauvetage est possible du fait de leur localisation, relativement éloignée du sinistre. Le premier artefact est retrouvé le 23 novembre, suivi de 200 autres, le 26 novembre. Des caisses sont remontées jusqu'au 15 décembre. À cette date Pricot de Sainte-Marie est informé du sauvetage d’une grande partie du produit des fouilles, 1 400 stèles et la majeure partie de la statue. Le visage de celle-ci fait l’objet d’une recherche approfondie, en vain, les scaphandriers remontant des fragments de hanche et de bassin. Trente-deux caisses d’éléments récupérés sont envoyées à Paris tandis que 1 571 inscriptions sont recensées comme retrouvées sur les 2 083 stèles dont certaines étaient anépigraphes.

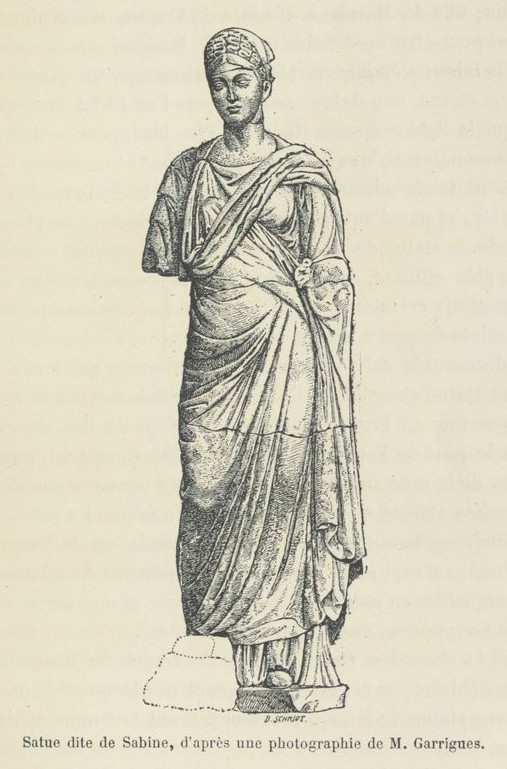
Gravure de la statue de Sabine par Schmidt dans l'ouvrage de Pricot de Sainte-Marie.

Les techniques disponibles au XIXe siècle permettent de relever le défi de la récupération d'objets dans l'épave ; les travaux de Jean-Joseph Cabirol, adaptant ceux d'Augustus Siebe pour un coût moindre, permettent une acquisition d'équipements de plongée par la marine française en 1857. Dès le 9 novembre, des récupérations de cabestans et ancre ont lieu, suivies quatre jours plus tard de celles d'éléments de blindage. Des essais de scaphandre ont lieu le 19 novembre. Huit canons sont récupérés dont un seul est inutilisable, ainsi qu'une centaine de caisses à poudre encore en état d'usage d’un poids unitaire de plus de 180 kg. La poudre non récupérable est noyée. L'éperon quant à lui n'est pas récupéré, des demandes de récupération formulées au début du XXe siècle sont refusées.
Les plongeurs procèdent à la récupération d'un certain nombre d'éléments militaires, de 1 400 à 1 500 stèles et de morceaux de la statue. La soute à poudre de l'avant est sécurisée par la suite et les interventions des scaphandriers s'étalent sur une période de quatre mois.
L'épave est détruite à l'aide d'explosifs, ce qui constitue une prouesse technologique pour l'époque, afin de dégager l'accès au port. La destruction commence fin février,, et les débris sont évacués durant un an. De la dynamite est utilisée en juillet pour anéantir les chaudières et les machines, la partie arrière du navire est traitée en octobre. Les démolisseurs utilisent des dames-Jeanne ou des pots de grès remplis de poudre et mis à feu électriquement. L'intensité des moyens déployés pour la démolition a été constatée lors des fouilles sur la coque, là où une forte charge avait été placée, qui a dispersé le contenu de la cargaison.
En 1876, les pièces archéologiques sont réparties entre diverses collections, dont le cabinet des médailles de la Bibliothèque nationale de France, le musée Guimet et les réserves du musée du Louvre. La statue de Sabine rejoint le Louvre cette même année. Les recherches sont alors abandonnées et ce qui subsiste de l'épave s'envase peu à peu, par douze mètres de fond. Le naufrage est par la suite oublié.

## Redécouverte et fouilles de l'épave auXXesiècle

### Projet de fouilles
Le naufrage sort de l'oubli en 1993, par l'entremise de Jean-Pierre Laporte lors de la sortie de l'ouvrage de Serge Lancel sur Carthage. Les deux hommes cherchent alors à retrouver l'épave. L'Académie des Inscriptions et Belles-Lettres patronne ce projet, en particulier Jean Leclant, son secrétaire perpétuel. Max Guérout et le groupe de recherches archéologiques navales sont désignés pour les recherches.
Le projet de sauvetage du matériel archéologique est présenté à l'Académie des Inscriptions et Belles-Lettres puis au Département des recherches archéologiques subaquatiques et sous-marines. Les fouilles sont financées par la Ville de Toulon et la fondation Louis Roederer, avec le soutien logistique de la Marine nationale et la Direction du port de Toulon. Les recherches sont considérées alors comme de la récupération de matériel archéologique par le ministère de la culture, cependant les équipes accordent un soin égal aux artefacts du XIXe siècle issus du matériel présent à bord du navire.

### Campagnes
Les campagnes de fouilles se concrétisent par plus de 800 plongées.
Le coffre d’amarrage utilisé lors du naufrage est retrouvé et sert de point de départ pour les recherches. Les premières plongées, avec un sonar latéral, ont lieu en janvier 1994 et l’épave est définitivement localisée en avril 1994 par un voilier équipé d’un magnétomètre. Elle se situe à 300 m au sud du bassin Vauban mais, en raison des courants marins, la visibilité en est médiocre. La fouille se déroule « pratiquement en aveugle ». Les archéologues doivent également compter avec de nombreux débris de charpente qui encombrent le site.
Des vestiges sont toutefois remontés lors des premières plongées. La campagne de fouilles livre deux fragments de stèles puniques en calcaire dont l’une avec un motif de main tendue. La première recherche n'est pas beaucoup plus fructueuse. Les 46 caisses devaient occuper 30 à 40 m3 donc seulement un espace de 6 × 6 m. La localisation des caisses a fait l’objet d'hypothèses et une zone de fouilles a pu être définie.

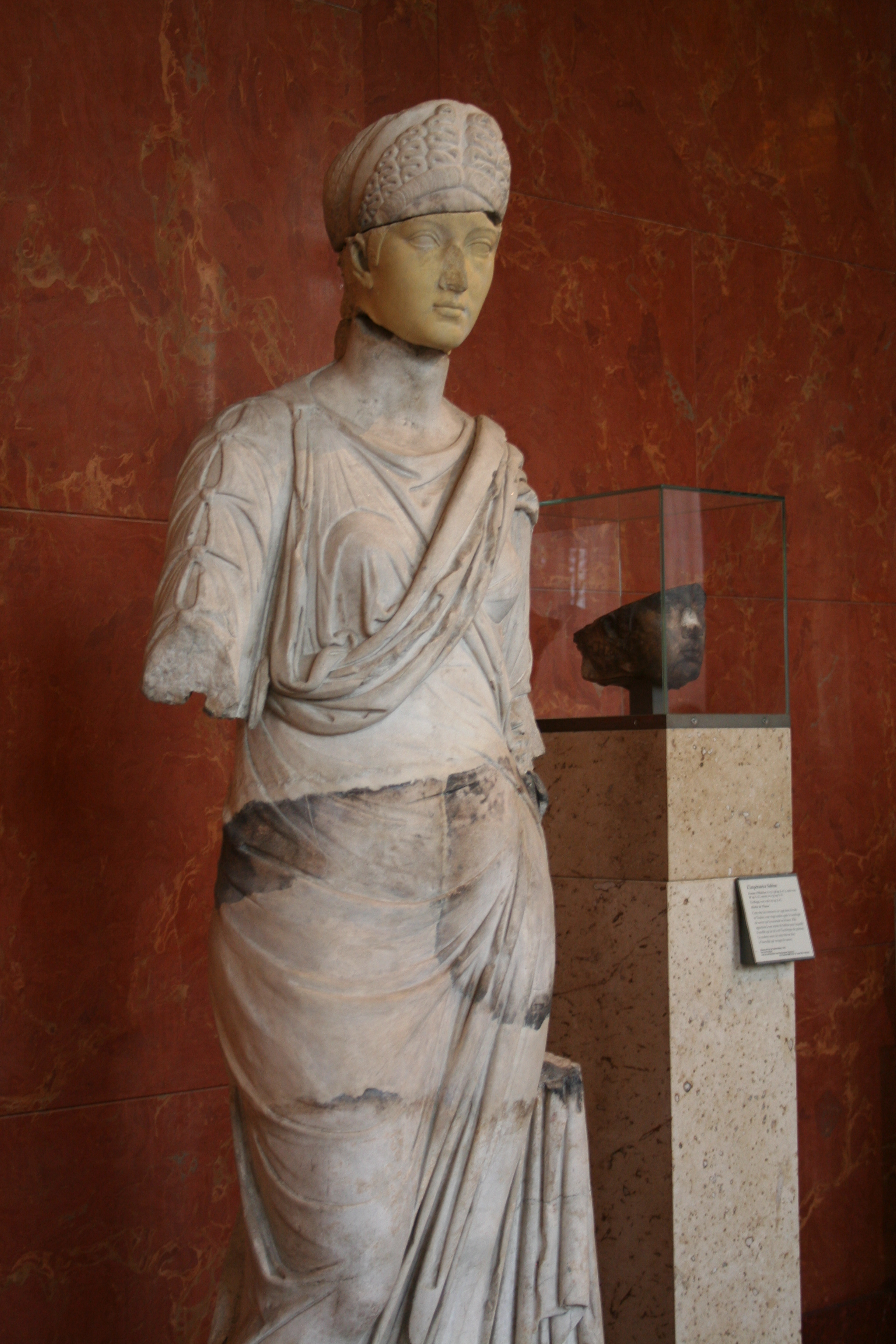
La statue de Sabine de la fouille Pricot de Sainte Marie, détruite lors du naufrage, en 2008. À droite, le visage retrouvé en 1995 (0,185 de haut, 0,15 de large et 0,25 de profondeur et non remis en place à cette date car noirci par l'incendie. Numéros d'inventaire Ma 1683 et Ma 1756.

Des campagnes archéologiques sont effectuées entre 1995 et 1998 par Max Guérout et le Groupe de recherche en archéologie navale afin de récupérer des stèles ainsi que la tête de la statue de Sabine. La structure du navire dont le vaigrage, ainsi que l’emplanture du mât de misaine, est également étudiée dans la zone de fouilles.
La première campagne de fouilles dure du 27 avril au 26 mai 1995, mobilise 21 personnes et parvient aux structures internes du navire. En avril-mai 1995, la tête d'une statue de Sabine en marbre Pentélique est retrouvée et identifiée avec certitude comme provenant de Tunisie. La tête est déposée au Louvre en décembre 1995. La statue, à la suite de cette découverte, s'avère être presque complète. Trente-sept artefacts du XIXe siècle sont dégagés outre la tête de Sabine dans cette campagne, mais aucune stèle.
Aucune campagne n'est lancée en 1996 par le ministère de la Culture qui considère les fouilles comme de la récupération de matériel archéologique et n'octroie donc pas de financement pour l'opération prévue.
En 1997, une nouvelle campagne menée par Max Guérout est rendue possible par le financement du département du Var et de Jean-Pierre Laporte. Les archéologues désirent également étudier l’incendie et les explosions subies par le navire tant au moment de la catastrophe que lors des opérations visant à le détruire. La fouille concerne alors un carré de 6 m de côté et dure du 12 mai au 12 juin en mobilisant 26 personnes. En avril-mai 1997, les plongeurs retrouvent environ 45 stèles ou fragments ainsi que des brindilles ayant servi en 1875 à l’emballage des œuvres.
Une nouvelle campagne de fouilles est lancée en 1998 grâce à de nouveaux contributeurs : le conseil régional de Provence-Alpes-Côte d'Azur, la fondation Singer-Polignac et le port de Toulon. Elle se déroule du 6 septembre au 2 octobre et mobilise un total de 23 personnes. Des obus sont retrouvés. Leur présence n’inquiète toutefois pas les plongeurs puisque les munitions ont déjà résisté à la destruction par explosif de l’épave du navire. Lors de cette campagne, 77 fragments ou stèles retrouvent la surface.

### Artefacts retrouvés
Les fouilles ont permis de dégager des « vestiges chronologiquement éloignés de près de 2 000 ans », 94 items antiques (87 stèles puniques, 7 fragments de la statue de Sabine) et plus de 280 éléments contemporains du naufrage.

#### Sauvetage de matériel archéologique

##### Stèles puniques
Les 2 000 stèles de Pricot de Saint-Marie proviennent initialement de la dernière couche du tophet de Carthage selon Jean-Pierre Laporte et Hélène Bénichou-Safar. Elles ont été brisées par la suite et placées dans les tranchées où elles furent trouvées. La dernière couche du tophet est datée du dernier siècle d'existence de la cité punique, avant la troisième guerre punique. Les stèles et cippes étaient associés à des urnes. L'enceinte du tophet était vouée au dieu Ba'al Hammon parfois associé à sa parèdre Tanit péné Ba'al (Tanit face de Ba'al). Les débats historiographiques ont été très vifs entre partisans d'une lecture des sources anciennes qui considéraient cet espace comme un lieu de sacrifices d'enfants lors de périodes de crises et une autre école considérant cet espace comme un lieu d'inhumation des jeunes enfants.
Toutes les stèles trouvées ont été estampées par Pricot de Saint-Marie sur place et publiés dans le Corpus Inscriptionum Semiticarum,. Les stèles ont ensuite été endommagées par les péripéties du navire. Les stèles récupérées après le sinistre font l’objet d’un inventaire en 1876 : 300 stèles ont été réduites à l’état de chaux, la grande majorité étant abîmée à des degrés divers, et 102 intactes. Pour l’essentiel, les stèles intègrent par la suite les réserves du Louvre,.
Les fouilles récentes ont permis de récupérer 87 stèles. Leur état s'explique par l'explosion ayant détruit le navire. Les fragments retrouvés sont confrontés aux estampages. Les stèles ont été abîmées soit par l'explosion du navire soit par le feu qui le ravagea. La destination finale des pièces archéologiques pose question en 1995 du fait en particulier de l'antériorité du naufrage au Traité du Bardo, la question se pose de l'envoi à Paris ou Tunis. 40 stèles ou fragments sont dégagés en 1998. Les stèles retrouvées lors de ces fouilles permettent une étude complète et non plus seulement basée sur les estampes qu'on connaissait, cependant une trentaine seulement sont publiées à la date de 2018 et des études complémentaires sont possibles.
Le texte, gravé parfois dans un cartouche est assez pauvre et stéréotypé. Le nom du dédicant ou de la dédicante est associé à un remerciement, donc les stèles sont des ex-votos. Les stèles taillées dans un calcaire gris ont fait l’objet d’un soin particulier seulement sur la face portant l’inscription. Des lignes d’inscription ont pu disparaître. Les stèles, de dimensions modestes car de 0,60 m de hauteur et 0,20 m de largeur, sont dédiées à Tanit péné Baal et Baal Hammon et comportent des motifs décoratifs dont le signe de Tanit, des mains, des frises, et parfois des inscriptions. Les stèles portent un décor et des motifs divers, symboles dont certains astraux comme le signe de Tanit, animaux (mouton rappelant le sacrifice réglementé par les tarifs sacrificiels dans la stèle no MGS 362 ou MGS 208, cheval comme dans MGS 366 et personnages, des caducées (MGS 358), des motifs végétaux comme un palmier avec des régimes de dattes, « symbole de vie et de régénération après la mort » (MGS 329) ou floraux comme un bouton de fleur de lotus (MGS 258), MGS 323. Une stèle retrouvée en 1998 (MGS 330) comporte selon Serge Lancel une représentation du dieu Ba’al Hammon ou un personnage lié à la religion sans précision. Une stèle figurant des vases témoigne des rites de libation dans la religion phénico-punique (MGS 359). Une stèle figure une représentation d'enfant de type « temple-boy » (MGS 361). Une stèle figure également un reste de décor d'ailes déployées, emprunté à l'Égypte (MGS 317).

##### Statue de Sabine: la «Vénus punique»

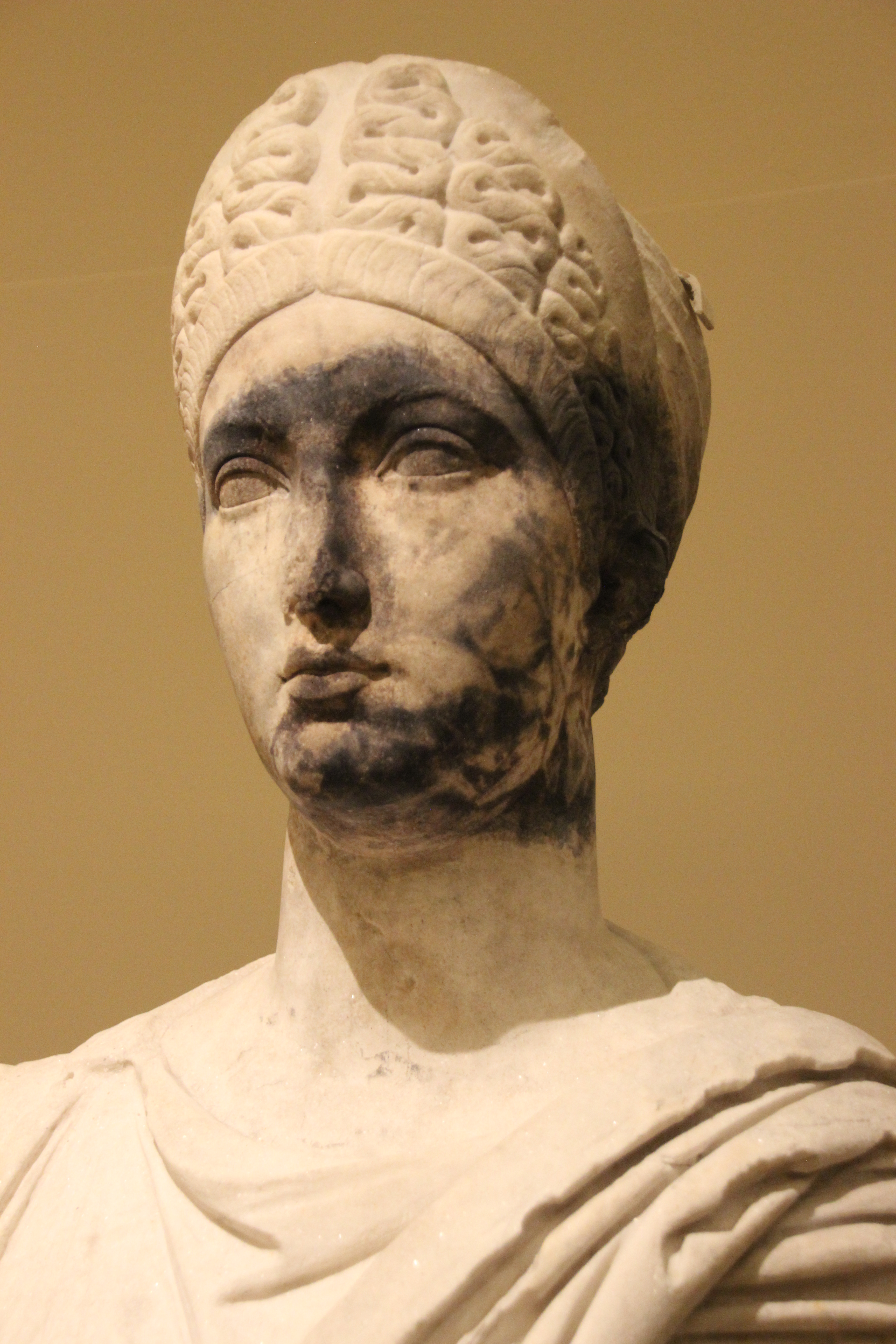
Visage de la statue en 2019 avec le visage remis en place dans l'exposition du musée du Louvre L'archéologie en bulles (26 septembre 2018-1 juillet 2019).

###### Histoire et description
La statue appartient à une série de sept portraits présente en Afrique Proconsulaire et identifiée par Andrea Carandini comme étant ceux de l'impératrice Sabine (88-136). Les œuvres de la série ont été découvertes, outre Carthage, à Hadrumète, Thuburbo Majus et Hippo Regius et ont été datées de 123 à 128 voire de 123 à 125. Selon Kate de Kersauzon l'œuvre est datée d'environ 128, année d'un voyage d'Hadrien en Afrique, en juin-juillet. Le sanctuaire de Sérapis de Carthage serait daté de 128-130.
La statue, selon une analyse par thermoluminescence, est en marbre dolomitique de Thasos. L'impératrice, debout et en appui sur sa jambe gauche, est vêtue d'une tenue hivernale de Grèce, trois vêtements, le chiton, le péplos et l'himation. La coiffure de la statue comporte des mèches serpentiformes.
Selon Kate de Kersauzon, la statue est d'influence hellénistique et se rapproche de statues de Coré ; elle témoignerait de l'initiation de l'Impératrice aux mystères d'Eleusis. La même considère que les cheveux avec les serpents témoignent du « double rôle agraire et chtonien du dieu Sérapis » et cette statue comme l'archétype de la série mentionnée, ce en quoi elle n'est pas suivie par Laporte.
Une tête de statue d'Hadrien provenant du même sanctuaire est conservée à Alger, ainsi que le corps et un avant-bras. L'attitude de l'Empereur serait similaire à une œuvre conservée à Vaison-la-Romaine, retrouvée avec une représentation de son épouse au théâtre de la ville et conservée au Musée archéologique Theo-Desplans. Hadrien est représenté couronné et les yeux lisses selon un type daté de 127-128, soit contemporain à l'attribution du titre de Pater Patriae.

Statues de Vasio du couple impérial
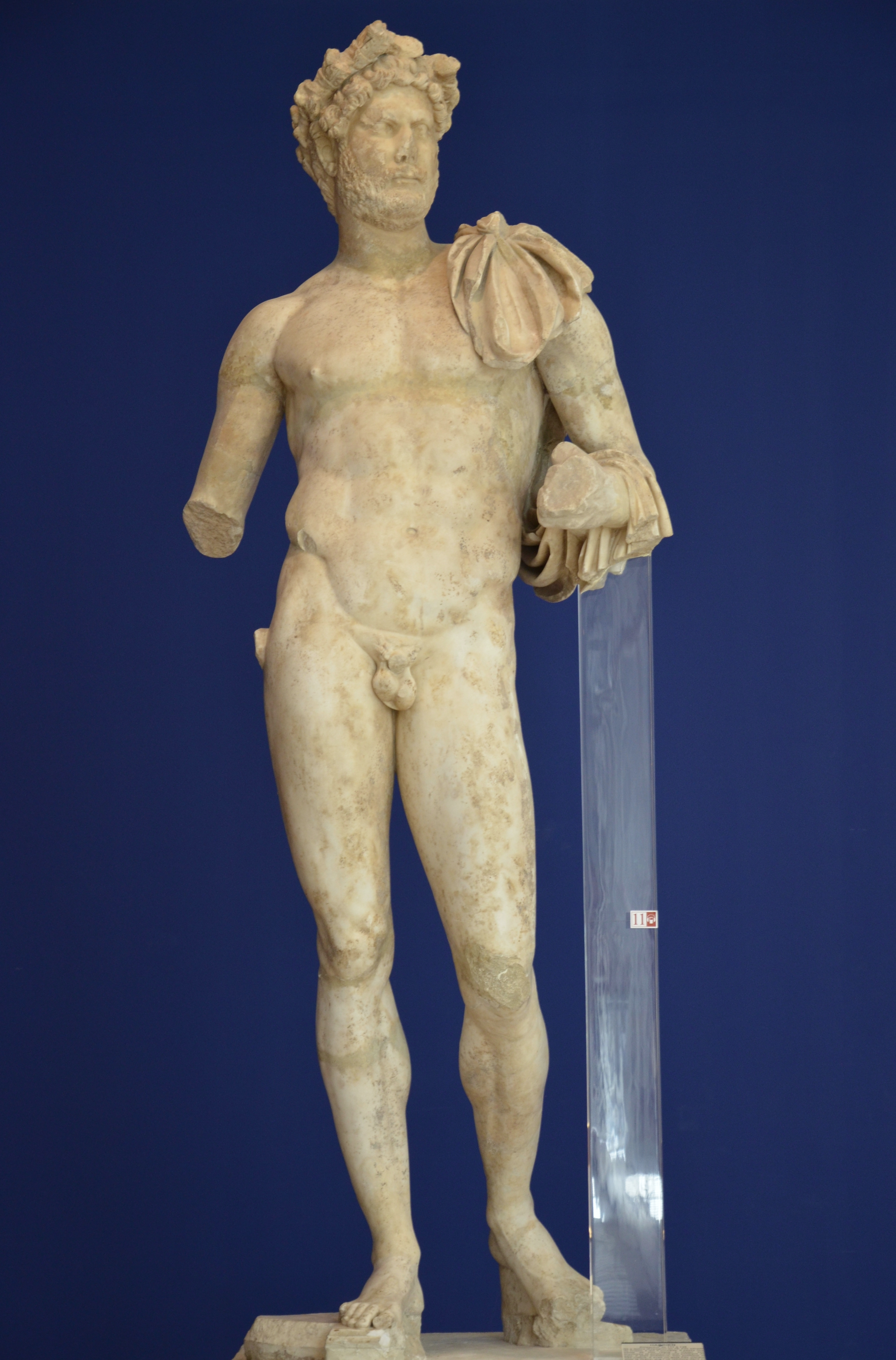
Statue d'Hadrien.
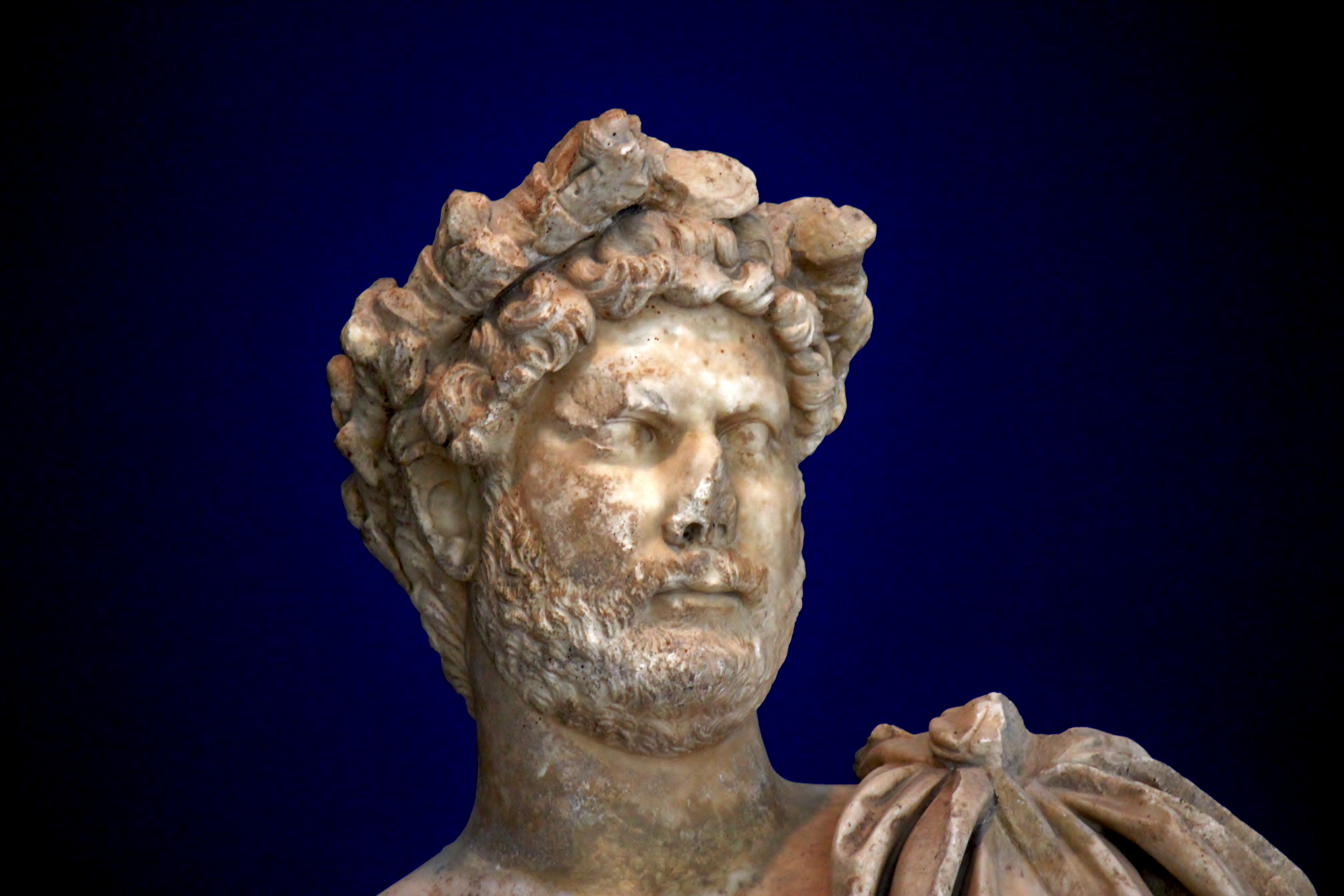
Détail de la statue d'Hadrien.
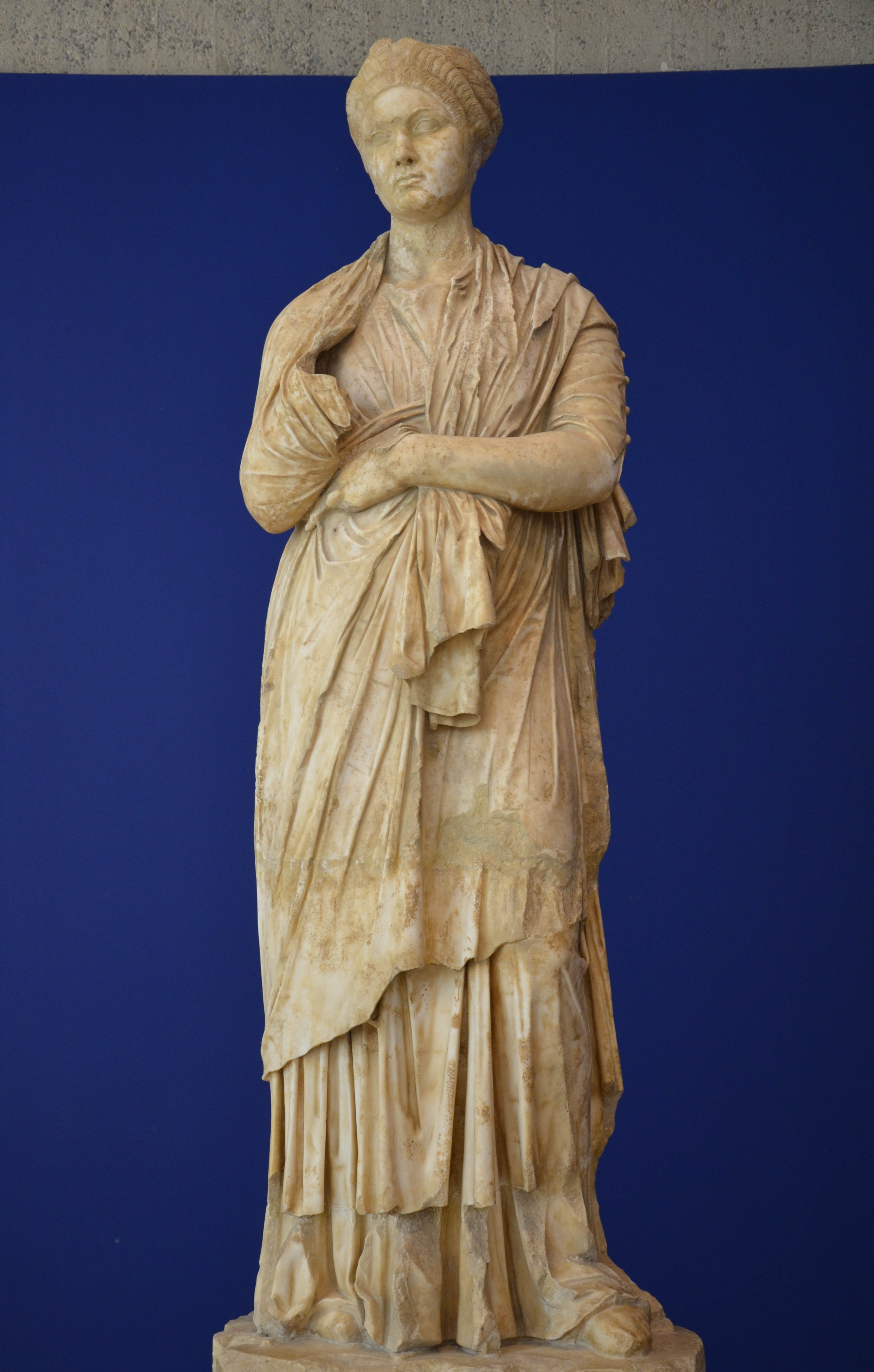
Statue de Sabine.
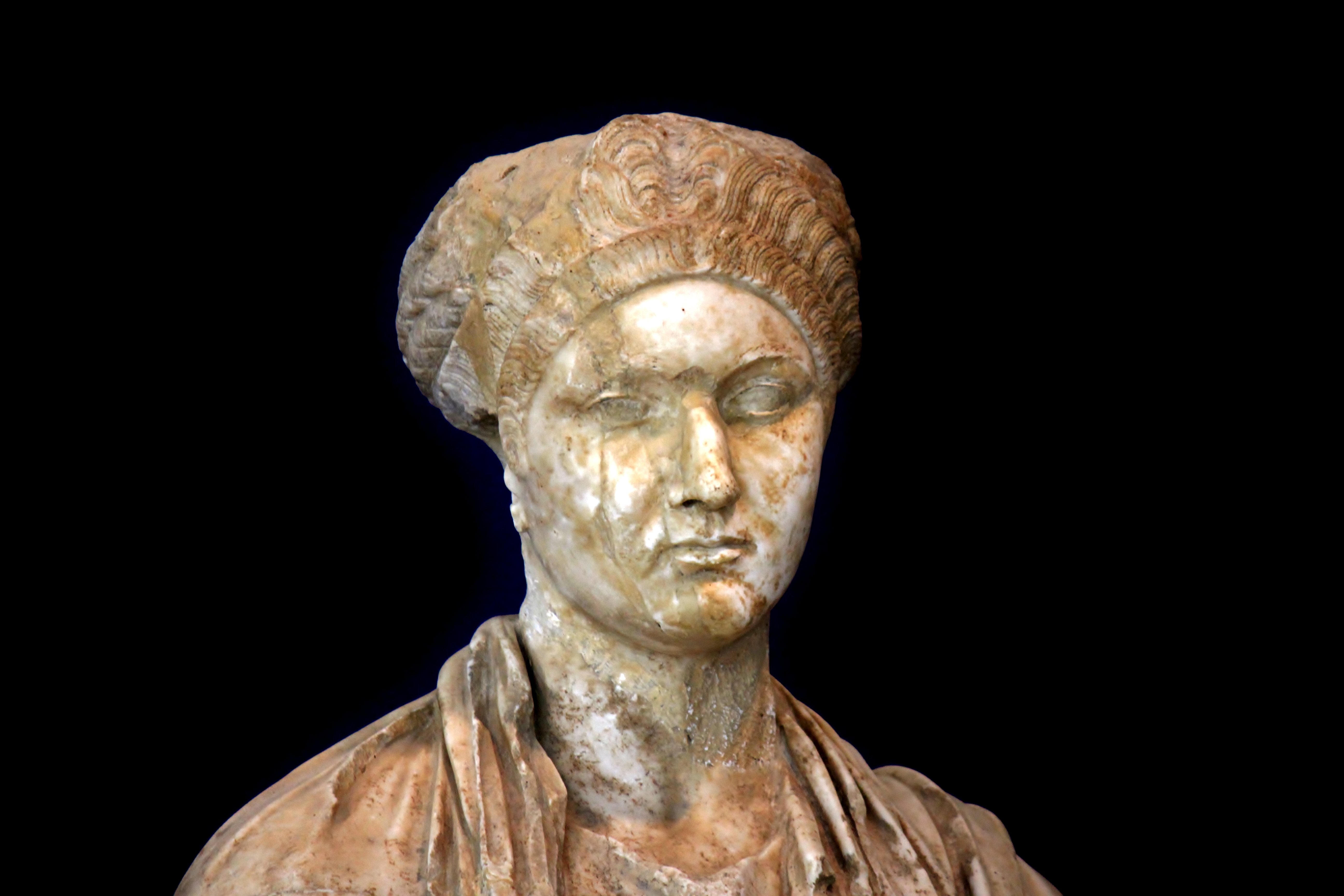
Détail de la statue de Sabine.

###### Histoire contemporaine d'une statue«deux fois perdue et deux fois retrouvée»

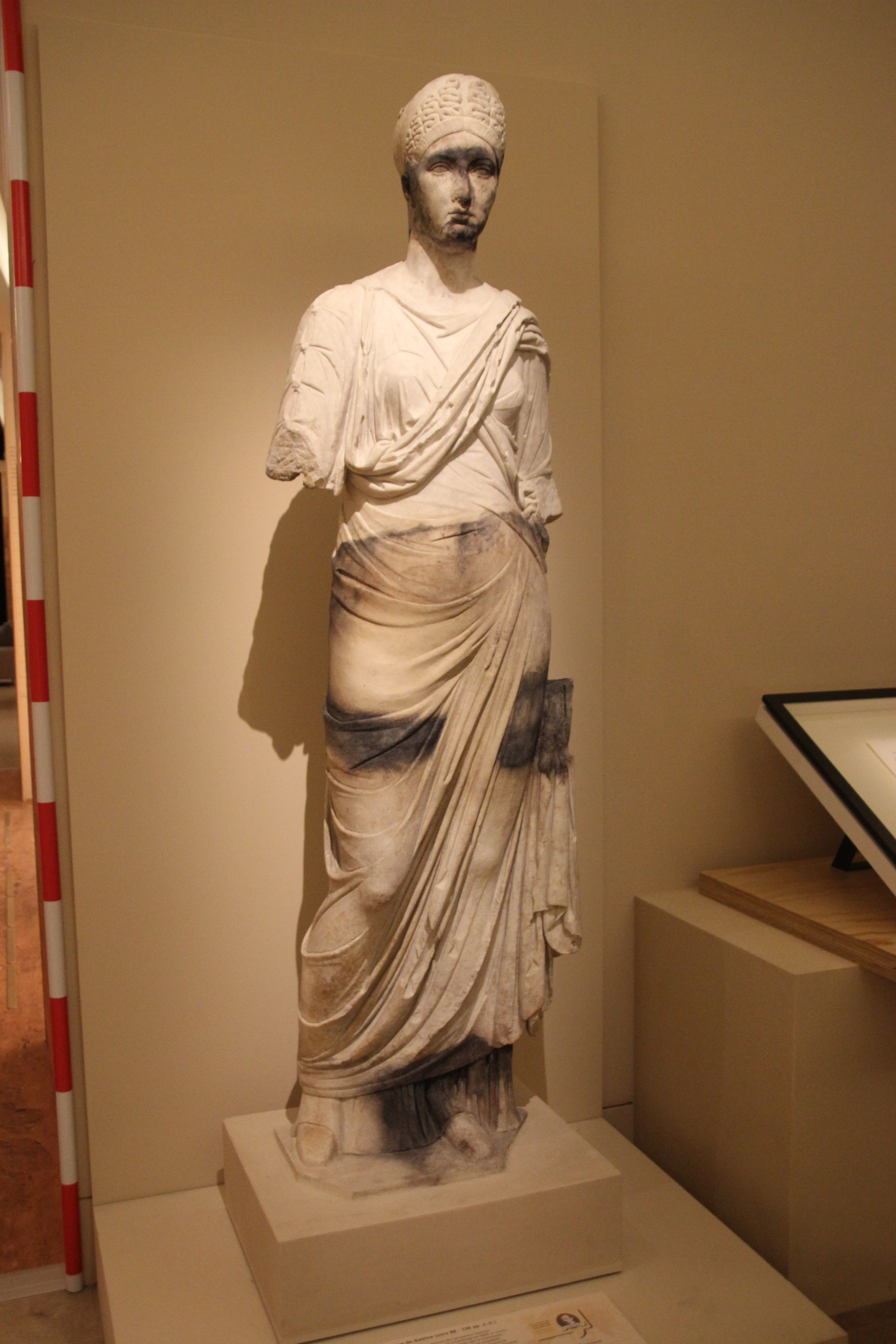
Présentation de la statue lors de l'exposition temporaire de 2019 au musée du Louvre, hauteur 156 cm.

La statue est retrouvée par Pricot de Sainte-Marie en six fragments du 5 décembre 1874 au 7 décembre 1874 dans les vestiges du temple de Sérapis, au milieu d'inscriptions et d'autres éléments cultuels, statues de divinités et du couple impérial, Hadrien et Sabine. L'archéologue a considéré que la statue avait été jetée à terre par les chrétiens à la fin du IVe siècle. Les marins nomment l’œuvre « Vénus punique ».
La majeure partie des fragments de la statue est retrouvée lors des récupérations qui suivent le naufrage, à l'exception des éléments de la hanche et le visage. Les manques sont remplacés par du plâtre. L’œuvre est exposée seulement dans les années 1890 avant de rentrer dans les réserves du Louvre en 1922. La coiffure, après avoir été perdue, est identifiée comme étant celle de la statue découverte par Pricot de Sainte-Marie en 1875.
Les nouvelles fouilles de la fin du XXe siècle sont importantes car elles permettent de compléter la statue dans son état lors de sa redécouverte par Pricot de Sainte-Marie. Trois fragments ont été retrouvés en 1997 dont deux ont pu être remis en place.
Le visage de la statue, « deux fois perdue et deux fois retrouvée » est remonté à l’aveugle le 9 mai 1995 et le plongeur n’identifie sa trouvaille qu’à la fin de sa plongée. Le visage est noirci par les goudrons dégagés lors du sinistre. Les fumées n’ont que noirci le visage qui aurait pu être transformé en chaux lors de l’incendie. Des fragments de la hanche sont dégagés lors de la campagne de fouilles de 1998 ou en 1995 et 1997, et cette fragmentation est liée aux explosions lors de la démolition de l'épave.
Le visage fait l'objet d'un traitement en laboratoire, de dessalement et d'un essai de nettoyage. L'examen en laboratoire a mis en évidence l'incrustation de noir de fumée rendant impossible un nettoyage sans dégradation. Le 17 (ou 18) décembre 1995 le fragment est remis par l'Institut de France au département des antiquités grecques, étrusques et romaines du musée du Louvre, puis présenté à la Société nationale des antiquaires de France peu après. La tête de la statue, noircie par l'incendie, est présentée au musée du Louvre à côté de la statue remontée avec un moulage blanc. Les fragments de la hanche sont prévus être remis en place. En 2019, lors de l'exposition « Archéologie en bulles », la statue est présentée complète.

### Éléments de la vie quotidienne à bord d’un navire de guerre
Les fouilleurs ont pris le parti d’enregistrer d’emblée les objets datés du XIXe siècle. Les objets retrouvés peuvent cependant aussi être issus d’une occupation ultérieure due à la fréquentation du site. Les fouilleurs ont dégagé des éléments militaires mais aussi des objets domestiques pour lesquels la période est foisonnante du fait de la Révolution industrielle.

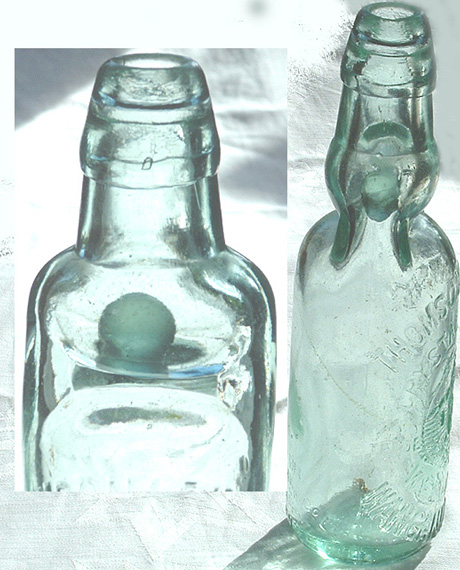
Modèle 1872 de la bouteille à bille pour boisson gazeuse de Hiram Codd.

Les fouilleurs ont trouvé des bouteilles d’eau gazeuse en verre avec des inscriptions moulées, d’autres d’un modèle breveté en 1872 par Hiram Codd (mais il s’agit peut-être d’un dépôt ultérieur au naufrage). Une bouteille de bière de la Brasserie Gruber a été dégagée ainsi qu’une bouteille d’absinthe Pernod. De la vaisselle destinée à la marine française car munie d’une ancre et d’une lettre a été retrouvée, éléments rares. Cette fourniture est réglementée en 1869. La lettre désignait les services. Vingt-quatre pots de fraise ont été retrouvés, de la région de Toulon. Ces céramiques bon marché dont certaines proviennent d’Aubagne ne pouvaient contenir du liquide. Les fouilles ont permis de recueillir des pots de condiments, de la moutarde Diaphane de la société Louit Frères et Compagnie dont des exemplaires ont été trouvés sur le Titanic. Des terrines et des faïences de Sarreguemines ont été retrouvées ainsi qu’une assiette de porcelaine de Limoges.
Des médicaments ont été retrouvés comme un flacon de verre moulé ayant contenu de la maticine, un cicatrisant, un second contenant de l’eau de mélisse, un remède préconisé lors des épidémies de choléra, ainsi qu'un pot à onguent en grès. Des produits d’hygiène ont également été découverts : un flacon d’huile de macassar, plusieurs flacons de parfum dont un qui conserve son contenu et des produits d’hygiène dentaire, de l’eau dentifrice et des brosses à dents. Des éléments vestimentaires ont été retrouvés lors des fouilles : des boucles de ceinture en laiton, des boutons de caban d’un type utilisé de 1858 à 1921, des chaussures et des flacons de cirage Nubian, une entreprise dont la publicité est un « exemple du racisme endémique de la société française et au-delà de la société européenne de l’époque ».

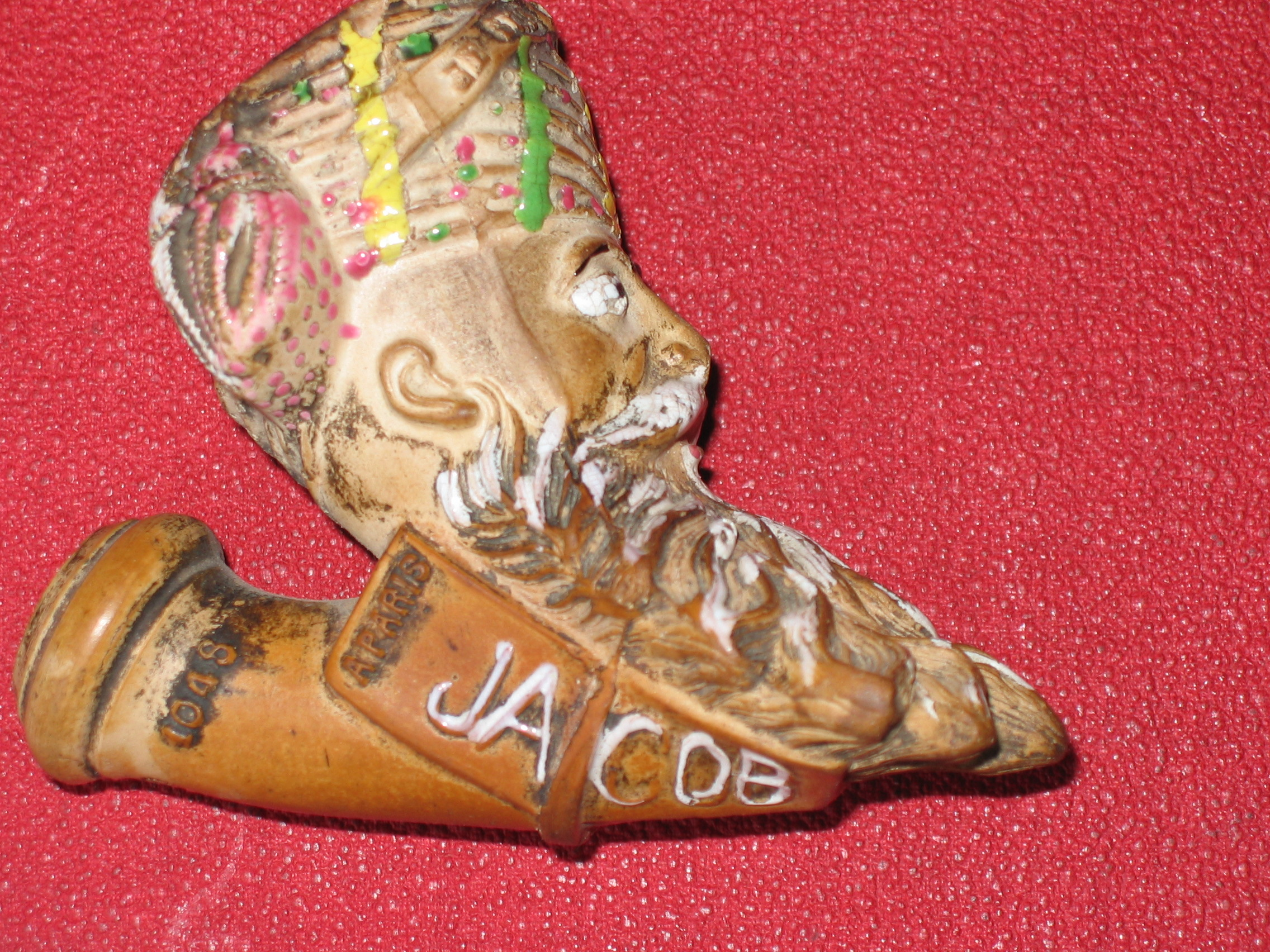
Pipe Jacob du type de celles retrouvées sur l'épave.

Des objets de la vie quotidienne des membres de l’équipage ont été retrouvés tels que des fourreaux de pipe dont certaines en terre Jacob de Gambier et des imitations de celles-ci, des éléments de jeux dont un domino et des pièces de jeu de butte, une pince à partition et 17 encriers. Des objets qui évoquent les escales du navire ont été retrouvés : comme des alcarazas (dont un complet), peut-être achetés en Tunisie même si issus d’une production de Provence ou d’Espagne et une contrefaçon d’une pièce de monnaie sapèque de Minh Mang, empereur de Cochinchine de la Dynastie Nguyễn.
Les fouilleurs ont trouvé des éléments de façade des caisses de poudre ainsi que 14 obus de 24 cm dispersés et 4 de 84 mm encore dans leur caisse. Les fouilleurs ont dégagé des briquettes de charbon. Du bois de chauffage en rondins a également été retrouvé. Des tonneaux et des obus ont également été retrouvés. Des chantiers de barrique ont été retrouvés et les fouilleurs ont pu reconnaître en particulier l’usage de barriques d’une contenance de 242 litres et d’une hauteur d’environ 1,50 m ainsi que des fragments de tonnelets à la contenance estimée de 27 litres et pourvus de marque portant une année et un contenu, peut-être du tafia.

## Commandants
- Charles-Eugène Galiber en prend le commandement le 15 avril 1875.

## Personnalités ayant servi ou monté à son bord
- François Edmond Fontaine (1847-1884), enseigne de vaisseau, à bord en 1869[9].